# Frederick McCracken
Sir Frederick William Nicholas McCracken KCB, DSO (* 18. August 1859 in der Grafschaft Kent; † 8. August 1949) war ein Offizier der British Army, zuletzt Lieutenant-General.

## Leben
McCracken wurde als Sohn von Robert de Crez McCracken aus Blackheath, Kent, und dessen Frau Elizabeth, geborene Geary, geboren. Er wurde in Sandhurst zum Offizier ausgebildet und trat 1879 als Second Lieutenant ins 49th (Hertfordshire) Regiment of Foot ein. Durch Amalgamation kam er 1880 ins Berkshire Regiment (Princess Charlotte of Wales’s). Er diente als Lieutenant in der Ägyptischen Expedition von 1882 und wurde im folgenden Jahr Adjutant des 1. Bataillons seines Regiments, wobei er 1884 den Rang eines Captain erreichte. 1885 diente er in der Suakin-Expedition gegen Osman Digna und nahm an den Gefechten von Hashin und Tofrek teil, wofür er mentioned in dispatches wurde. Er erhielt hier im August 1885 den Brevet-Rang eines Major sowie zwei Spangen zur Kampagnenmedaille. Bis 1886 diente er anschließend an der ägyptischen Grenze und nahm an der Schlacht von Ginnis teil.
1887 heiratete McCracken Ann Liston Glover, mit der er zwei Töchter und einen Sohn hatte. Von 1892 bis 1897 diente er auf Barbados als Deputy Assistant Adjutant General, bevor er als Major zu seinem Regiment zurückkehrte. Er diente mit seinem Regiment im Zweiten Burenkrieg (1899–1902) in der Kapkolonie, im Oranje-Freistaat und im Transvaal und wurde 1901 Kommandeur des 2. Bataillons. Er wurde zweimal „mentioned in dispatches“, wurde mit dem DSO, der Queen’s South Africa Medal mit drei Spangen und der King’s South Africa Medal mit zwei Spangen ausgezeichnet und erhielt Ende 1900 den Brevet-Rang eines Lieutenant Colonel.
Von 1907 bis 1911 diente McCracken als Assistant Adjutant General im Rang eines Colonel in Britisch-Indien. Anschließend kam er als Brigadier-General, General Staff ins Irish Command, wo er bis Oktober 1912 diente. Er übernahm sodann die 7th Infantry Brigade im Southern Command, die er auch zu Beginn des Ersten Weltkriegs innerhalb der 3rd Division der British Expeditionary Force führte. Er nahm im August 1914 unter anderem an der Schlacht bei Mons und der Schlacht von Le Cateau teil. Ende Oktober 1914 wurde er für seine Verdienste zum Major-General befördert und wenig später zum Inspekteur der Infanterie ernannt.
Im März 1915 wurde McCracken der Befehl über die 15th (Scottish) Division übertragen, die eine der ersten Divisionen der New Army war. Diese führte er bis Juni 1917 unter anderem in der Schlacht bei Loos 1915, der Schlacht an der Somme 1916 und der Schlacht bei Arras 1917. Am 17. Juni 1917 erhielt er im temporären Rang eines Lieutenant-General den Befehl über das XIII Corps. Am 13. März 1918 wurde er abberufen und im Mai zum temporären Oberbefehlshaber des Scottish Command ernannt, was er bis 1919 blieb. Nach dem Kriegsende wurde sein Rang eines Lieutenant-General bestätigt. Ihm wurden zahlreiche in- und ausländische Auszeichnungen verliehen. 1917 wurde er als Knight Commander in den Order of the Bath aufgenommen.
McCracken beendete seine aktive Laufbahn 1922. Er starb kurz vor Vollendung seines 90. Lebensjahres.